# Liste der Bürgermeister von Zittau
Im Folgenden sind die Bürgermeister der Stadt Zittau seit dem 14. Jahrhundert aufgelistet. Das Jahr gibt jeweils das Wahl- bzw. Ernennungsjahr des Bürgermeisters an, ein Zeitraum gilt für das erste und letzte Jahr eines Bürgermeisters in einer ununterbrochenen Amtszeit.

## Mittelalter
14. Jahrhundert
- Nicolaus Hartmann: 1310
- Günter aus Gablonz: 1319, 1330
- Nicolaus aus Albrechtsdorf: 1331
- Lucas aus Reichenau: 1335, 1345
- Peter Hertel: 1337, 1340, 1353
- Johannes aus Leippa: 1347–1349
- Nicolaus Schulze: 1349–1351, 1355, 1358–1360
- Laurentius Neuhauß: 1351
- Herrmann Junge: 1352, 1354
- Heinrich Hertel: 1356, 1359, 1367, 1369, 1372, 1376, 1379, 1382, 1385
- Hans von Hirschfeld: 1357, 1360, 1362
- Nicolaus Romberger: 1361
- Frentzel Elner: 1362
- Hans Reichenbach: 1363–1365
- Nicolaus Hößeler: 1366, 1370, 1373, 1380
- Peter Pesold: 1368, 1371, 1375, 1377, 1381, 1384, 1386, 1389
- Hermann Wülffel: 1374
- Peter Wildenstein:  1379
- Hermann Haldenstein: 1383, 1390, 1393
- Nicolaus Hildebrand: 1387, 1392, 1396, 1399, 1401, 1404
- Heinrich Feuring: 1391, 1398
- Nicolaus Ludwigsdorff: 1394
- Nicolaus Zalmann: 1395
- Nicolaus Scherer: 1397

15. Jahrhundert
- Nicolaus Grünewald: 1400, 1403
- Nicolaus Witschel: 1402, 1405, 1409
- Peter Grott: 1406
- Nicolaus Gardelewe: 1407
- Christian Romberger: 1407, 1410
- Matern Feuring: 1408
- Nicolaus Gottschalck: unbekannt
- Nicolaus Kümmer: unbekannt
- Heinrich von Eger: 1411
- Hermann Haldenstein: 1412
- Nicolaus Voigt: 1413
- Siegmund Drößler: 1414
- Peter Ludwigsdorff: 1415, 1417, 1420, 1423, 1428
- Johann Seber: 1416, 1419, 1422, 1425
- Johann Voigt: 1418
- Johann Schönthor: 1421
- Nicolaus Nürnberger: 1424, 1427, 1430, 1434, 1439
- Matthias Hockacker: 1426
- Nicolaus Geyselbricht: 1429
- Hermann Haldenstein: 1431
- Johann Ludwigsdorff: 1433, 1435
- Nicolaus Kraußpscholz: 1434, 1437, 1441, 1444, 1446
- Nicol Eisold: 1436
- Johann Scherffing: 1439, 1442, 1445, 1448, 1451, 1455, 1459, 1464
- Franz Bertholdt: 1441, 1444
- Bernhard Blauda: 1447
- Johannes Wächtler: 1449, 1452
- Johann Zimmermann: 1450, 1454, 1458, 1463, 1467
- Hieronymus Steubel: 1453, 1456, 1460, 1465, 1469
- Johann Virdung: 1457
- George Küchler: 1461, 1468
- Petrus de Gablona: 1462, 1466, 1474, 1478
- Jacob Steyring: 1470, 1475, 1479, 1482
- Matthias Krolaufft: 1471
- Johannes (von) Ludwigsdorff: 1472
- Thomas Wildschütz: 1473
- Paul Clauß: 1476, 1480
- Matthäus Pechstein: 1477, 1490, 1494
- Peter Frech: 1481, 1484
- Johann Bapst: 1483, 1487
- Johann Bernhard: 1485, 1486
- Johann Ludwigsdorff: 1486
- Johannes Plauner: 1487, 1492
- Johann Nothhafft: 1488, 1493, 1496, 1500
- Heinrich Weigsdorff: 1489
- Lorentz Helmbricht: 1491
- Caspar Dippolt: 1495
- Martin Kottwitz: 1497/98

## Frühe Neuzeit
16. Jahrhundert
- Martin Arnold: 1498, 1501, 1504, 1507, 1511
- Andreas Pfohl: 1499, 1502, 1505
- Michael Krolaufft der Ältere: 1513, 1516, 1519, 1522
- Christoph Voigt: 1503, 1506, 1509, 1512
- Nicolaus Leonis: 1508
- Paul Onsorge: 1510, 1514
- Gregorius Rößler: 1515, 1518
- Wenzeslaus Lanckisch: 1517, 1520, 1523, 1525, 1528, 1531, 1534, 1537
- Urban Seger: 1521, 1524, 1527, 1530, 1533, 1536, 1540, 1543, 1547
- Johannes Kleeberg: 1526, 1529
- Friedrich Weigand: 1535, 1538, 1542, 1545
- Nicolaus Flößel: 1532
- Johann Becker: 1539
- Konrad Nesen: 1541, 1544, 1546, 1548, 1554
- Nikolaus von Dornspach: 1549–51, 1556, 1558–1560, 1562, 1565, 1568, 1571, 1574, 1577
- Johann von Hohberg: 1551–1554
- Franziskus Jungnickel: 1557
- Cölestin Hennig: 1560, 1563, 1566
- Paul Friedrich: 1561, 1564, 1567
- Augustin von Kohlo: 1569, 1572, 1575, 1578, 1581, 1584, 1587, 1590, 1593, 1596
- Johannes Scherffing: 1570, 1573, 1576, 1579–1581, 1583
- Joachim von Milde: 1582
- Michael Krolaufft der Jüngere: 1585, 1588, 1591, 1594
- David Rodochs: 1586, 1589, 1592, 1595, 1598, 1601
- Lucas Friedrich: 1597
- Procopius Naso: 1599, 1602, 1604, 1605, 1608
- Johannes Schreiber: 1599

17. Jahrhundert
- Peter Kaps: 1600, 1603
- Daniel Burckhardt: 1604, 1607, 1610
- Martin Hopstock: 1606, 1613
- Adalbert Engelmann von Freyenthal: 1609, 1611, 1613
- David Gebhard: 1612, 1615, 1618
- Gregor Walther: 1614, 1616
- Friedrich Birnstein: 1617, 1620, 1621, 1623
- Sigismund Kindler von Trappenstein: 1619, 1620
- George Schnitter: 1621
- Christoph Günther: 1622, 1624, 1627, 1630
- Johann Nesen: 1625, 1628, 1631, 1635, 1638, 1641, 1644, 1647, 1650, 1653
- Christoph Mauer: 1626, 1629
- Gottfried Kaps: 1632–1634, 1636
- Johann Winckler: 1634, 1637
- Christian von Hartig: 1639, 1642, 1645, 1648, 1651, 1654, 1657, 1660, 1662, 1665, 1668, 1671, 1673
- Christian Just: 1640, 1643
- Philipp Stoll: 1646, 1649, 1652, 1655
- Adam Girisch: 1656, 1659
- Heinrich von Heffter: 1658, 1661
- Christian Möller: 1663, 1666, 1669, 1672, 1675, 1678
- Anton von Kohlo: 1664, 1667, 1670
- Albert Girisch: 1674, 1676, 1679, 1681, 1683, 1686, 1689, 1692, 1695, 1698
- David Jentsch: 1677, 1680, 1682
- Johann Philipp Stoll: 1684, 1687, 1690, 1693, 1696, 1699
- Johann Jakob von Hartig: 1685, 1688, 1691, 1694, 1697, 1700, 1703, 1705–1708, 1709, 1712, 1715

18. Jahrhundert
- Christian Kaps: 1701/02, 1704/05
- Caspar Christian Seligmann: 1702/03
- Johann Wilhelm Nesen: 1708, 1710
- Carl Philipp Stoll: 1711, 1714, 1717, 1720, 1723, 1726
- Johann Christian Nesen: 1711, 1713, 1716, 1718, 1721, 1724
- Heinrich Johann Leupold:  1718–1720
- Johann Benedict Carpzov: 1720, 1722, 1725, 1728
- Christian Gottlob Ullrich: 1727
- Joachim Günther: 1729–1733
- Johann Christian Johne: 1733–1735, 1736, 1738, 1740, 1742, 1744, 1746, 1748, 1750, 1752, 1754
- Ernst Gotthelf Herzog: 1735, 1737, 1739, 1741
- Christian Gottlieb Hoffmann: 1745, 1747, 1749, 1751, 1753, 1755, 1757, 1759, 1761
- Christian Siegfried Nesen: 1756, 1758, 1760, 1762, 1764
- Johann Christoph Bentz: 1763
- Johann Ernst Herzog: 1765, 1767, 1769, 1771, 1773, 1775, 1777, 1779, 1781, 1783, 1785
- Christian Gottlob Schröter: 1766, 1768, 1770, 1772
- Karl Gottfried Kießling: 1774, 1776, 1778, 1780, 1782, 1784, 1786
- Johann Gottfried Kretschmann: 1787, 1789, 1791, 1793, 1795, 1797
- Immanuel Gottlob Großer: 1788
- Karl Gottlob Just: 1790, 1792
- Georg Christian Friedrich Wenzel: 1794
- Johann Friedrich Scholze: 1796, 1798
- Johann August Gottlieb Kießling: 1799, 1801, 1803

## Moderne
19. Jahrhundert
- Christian Gottlieb Bergmann: 1800, 1802
- Johann Traugott Weise: 1804, 1806, 1808, 1810, 1812, 1814, 1816, 1818, 1820, 1822, 1824, 1826, 1828, 1830
- Karl Gottlieb Behrnauer: 1805, 1807, 1809
- Ernst Friedrich Haupt: 1811, 1813, 1815, 1817, 1819, 1821, 1823, 1825, 1827, 1829, 1831
- Ernst Wilhelm Friedrich Just: 1832–1856
- Ludwig Haberkorn: 1856–1886
- Johannes Oertel: 1887–1912

20. Jahrhundert
- Wilhelm Külz: 1912–1923
- Walther Zwingenberger: 1923–1945
- Paul Bartneck: 1945
- Otto Wegerdt: 1945
- Max Richter: 1945–1946
- Horst Siegemund: 1946
- Hans Bender: 1947–1950
- Fritz Donath: 1950, 1957–1960
- Max Zentsch: 1951–1957
- Paul Gründel: 1961–1965
- Hans Sperlich: 1965–1972
- Werner Schnuppe: 1972–1977
- Christian Kappl: 1977–1981
- Dieter Wenzel: 1981–1985
- Hans-Peter Reitz 1985–1989
- Hansgeorg Kießling: 1990
- Jürgen Kloß: 1990–2001

21. Jahrhundert
- Arnd Voigt: 2001–2015
- Thomas Zenker: seit 2015